# Bracke (Wappentier)
Die Bracke (nach der Hundegruppe der Bracken) ist ein seit dem Mittelalter gebräuchliches Wappentier. Die Darstellung erfolgt in Form eines starken Hundes mit oft deutlich hervorgehobenem Hinterhauptbein sowie breiten, herabhängenden Ohren, die auch als Behänge blasoniert werden. Ein anderer Name ist Molosser. Die Bracke gehört zur Gruppe der gemeinen Figuren und wird meist mit ausgeschlagener Zunge abgebildet. Alle Darstellungs- und Bewegungsformen für Hunde (stehend, schreitend, springend, sitzend, liegend) mit erhobenem oder gesenktem Haupt finden Anwendung. Als Hund trägt die Bracke oft ein breites Halsband, meist mit Ring, das edelsteinbesetzt bzw. anderweitig verziert sein kann, oder das als Stachelhalsband mit Ringschlaufe, Leitring, Leitseil oder Kette gestaltet sein kann. Wie bei vielen gemeinen Figuren ist der Brackenaufriss oft epochen- und stilrichtungsbedingt. Oft wird nur das Brackenhaupt (Kopf mit anhängendem Hals) oder wachsender Brackenrumpf (Kopf, Hals und Torso) dargestellt. In dieser Form wird er typischerweise als Helmzier, das heißt als Teil des Oberwappens verwendet.

## Verwendung
Bereits die Hohenzollern haben seit etwa 1317 den Brackenkopf im Wappen. Um ein wachsendes goldenes Brackenhaupt mit roten Ohren gab es im 14. Jahrhundert einen Rechtsstreit zwischen den Oettingern und den Hohenzollern, der durch einen Schiedsspruch aus dem Jahre 1381 in dem Sinne beigelegt wurde, dass beide das Brackenhaupt führen durften, jeder es aber unverwechselbar zu modifizieren hatte. Die Fürsten von Reuß führen die wachsende Bracke als Kleinod; die Städte Bad Lobenstein, Tettnang und Brackenheim (Württemberg) führen eine Bracke im Wappenschild. Im letztgenannten Wappen ist es ein redendes Wappen.
Weitere Beispiele für Familienwappen mit einer oder mehreren Bracke(n) oder Brackenköpfen im Schild: von Afterhausen zu Starzhausen, von Ried, von Windeck, von Brackenhofer, von Offenbach, Brack von Klingen, Grafen von Lamberg, von Hellenthal, Boisgin von der Neuerburg, von Mecheln, von Baldeck, von Borries etc.
Weitere Beispiele für Familienwappen mit einer Bracke in der Helmzier: von Dorfelden, Waldbott von Ulmen, von Altenbockum, von Rathsamhausen, Wambold von Umstadt, von Wessenberg-Ampringen, von Agris, von Bottlenberg, von Brambach, von Büderich, von Buer, von Aldenbrück gen. Velbrück, von Hattenheim, von Nesselrode, Beger von Bleyberg, von Botzheim, von Kettenheim, von Säckingen, von Overheyd, von Siegenhoven gen. Anstel, Boisgin von der Neuerburg, von Piesport, von Oettingen, Truchsessen von Stetten, von Elchingen, von Urbach, Reuß von Plauen, von Vestenberg, von Satzenhofen, von Werenwag, Herzöge von Teck, von Weineck, della Scala, von Fraunsperger, Zorn von Plobsheim, von Haldermannstetten, von Blittersdorf (Plittersdorf), von Heusenstamm, von Hoheneck, Grafen von Barby, von Zollern, von Ahlefeld, von Hochkirchen, von Attems etc.
Die Bracke kommt in der klösterlichen Heraldik im Wappen der Äbte des Stifts Kremsmünster als Teil der klösterlichen Symbole vor, in Rot eine silberne Bracke mit Halsband. Ein zweites Kloster mit der Bracke im Schild war die Fürstabtei Murbach im südlichen Elsass, sie führt in Silber eine schwarze Bracke mit Halsband.

Brackenhaupt in Bad Lobenstein
Bracke im Wappen von Brackenheim
Brackenhaupt im Wappen von Mögglingen
Brackenhaupt im Wappen von Urbach
Bracke im Wappen von Hohnstein (Sächsische Schweiz)
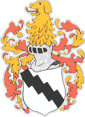
Goldenes Brackenhaupt im Oberwappen von Heiligenberg
Brackenkopf im Stammwappen der Hohenzollern
Brackenrumpf im Stammwappen der Grafen von Oettingen
Brackenkopf im Wappen der Herren von Vultejus / von Vultée
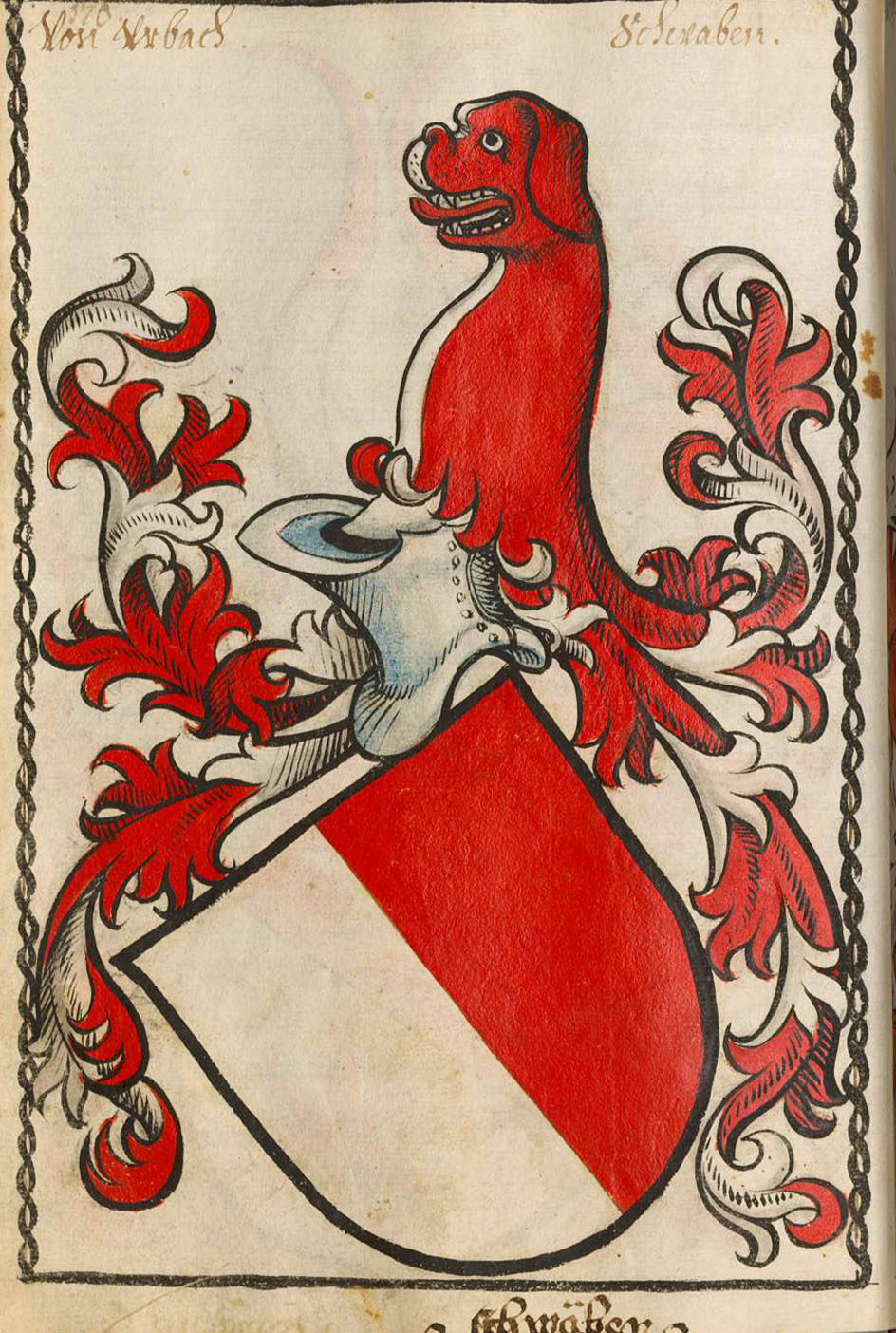
Brackenhaupt im Wappen der Herren von Urbach

Brackenhaupt im Wappen von Neustadt an der Aisch
Cadolzburg: Zwischen den Stangen eines Hirschen
Brackenhaupt im Wappen von Langenzenn
Zwei Brackenköpfe im Wappen von Gräfenhausen